# Semiothisa aucillaria
Semiothisa aucillaria är en fjärilsart som beskrevs av John Kern Strecker 1899. Semiothisa aucillaria ingår i släktet Semiothisa och familjen mätare. Inga underarter finns listade i Catalogue of Life.